# Красная Слобода (Червенский район)
Красная Слобода (бел. Чырвоная Слабада, Красная Слабада) — деревня в Червенском районе Минской области Беларуси. Входит в состав Ляденского сельсовета.

## Географическое положение
Расположена в 30 километрах к юго-востоку от Червеня, в 92 км от Минска, в 10 км от железнодорожной станции Гродянка на линии Гродянка—Верейцы, на правом берегу реки Добрица.

## История
Согласно переписи населения Российской империи 1897 года, застенок, входивший в состав Якшицкой волости Игуменского уезда Минской губернии, где было 28 дворов, проживал 191 человек. В начале XX века деревня, где было 25 дворов и 225 жителей. На 1917 год насчитывала 29 дворов, 181 жителя. После установления советской власти в Красной Слободе была открыта рабочая школа 1-й ступени. С февраля по декабрь 1918 года деревня была оккупирована немцами, с августа 1919 по июль 1920 — поляками. 20 августа 1924 года вошла в состав вновь образованного Старо-Ляденского сельсовета Червенского района Минского округа (с 20 февраля 1938 — Минской области). Согласно переписи населения СССР 1926 года насчитывалось 34 двора, проживали 220 человек. В 1930 году в деревне был организован колхоз «Вожатый», на 1932 год в его состав входили 49 крестьянских дворов. Во время Великой Отечественной войны деревня была оккупирована немецко-фашистскими захватчиками в июле 1941 года, 13 её жителей погибли на фронтах. Освобождена в июле 1944 года. На 1960 год население деревни составило 68 человек. В 1980-е годы деревня относилась к совхозу «Ляды». На 1997 год здесь было 23 дома и 46 жителей. На 2013 год 5 круглогодично жилых домов, 9 постоянных жителей. На 2024 год 2 постоянных жителя.

## Население
- 1897 — 28 дворов, 191 житель
- начало XX века — 25 дворов, 225 жителей
- 1917 — 29 дворов, 181 житель
- 1926 — 34 двора, 220 жителей
- 1960 — 68 жителей
- 1997 — 23 двора, 46 жителей
- 2013 — 5 дворов, 9 жителей
- 2024 — 2 двора, 2 жителя.